# Traianus-oszlop
A Traianus-oszlop a Rómában, Traianus római császár (98–117) fórumának közepén álló, i. sz. 112–113-ban épült 38,7 méter magas márványoszlop. „…előtte a diadalív, mely a nagy tér bejáratául szolgált, a két könyvtárépület és a basilica elpusztultak; ez utóbbinak oszlopromjai sejtetik csak a császári forum fényét” – emlékezik róla a Nagy képes világtörténet. 1587 óta a tetején Péter apostol szobra áll, építésekor azonban Traianus aranyozott bronzszobrának adott helyet. Alkotója Apollodórosz.

## Leírása

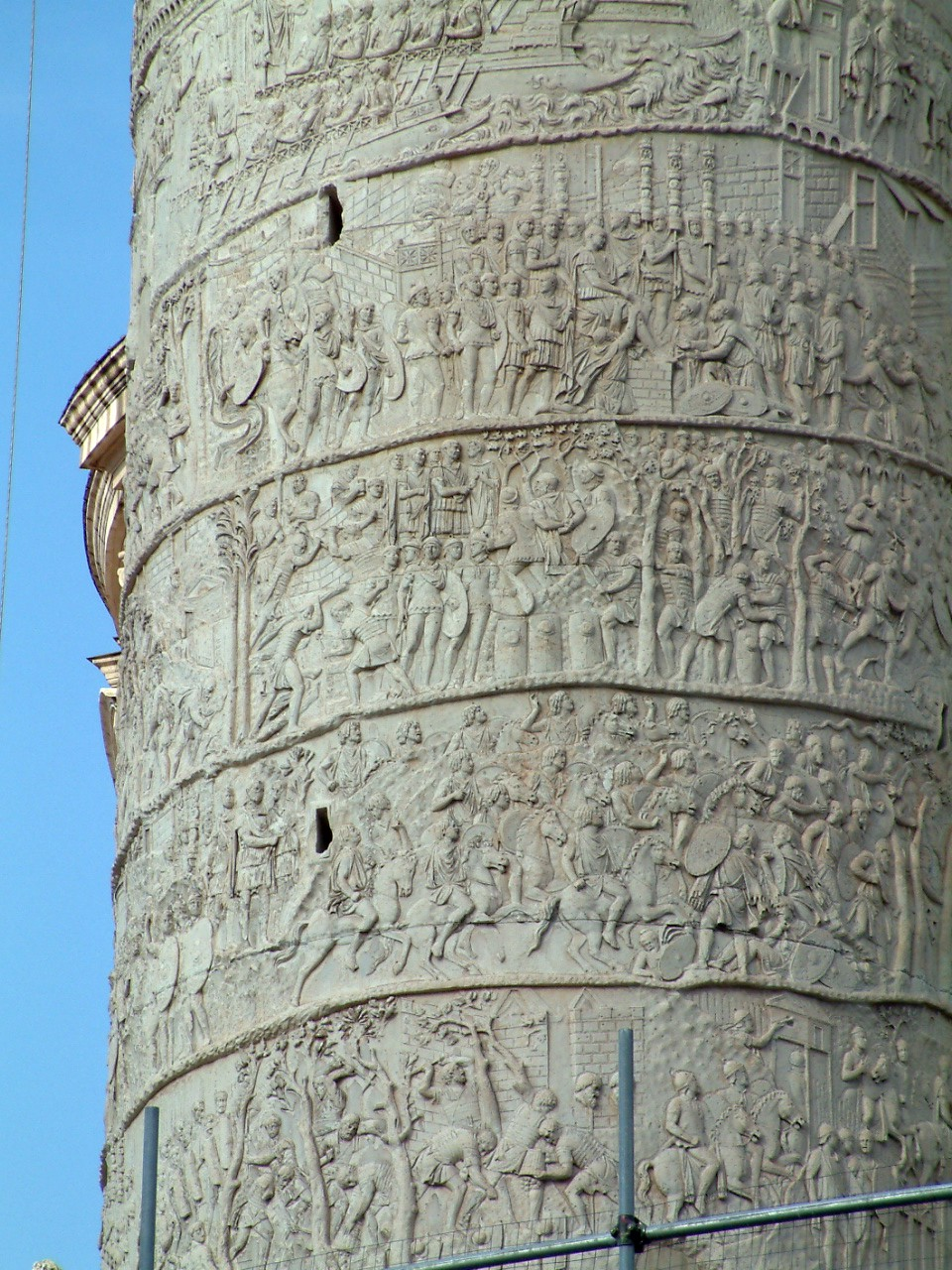
A dombormű részlete

Az oszlop talapzata 8 méter magas. Eredetileg a császár hamvainak elhelyezésére szolgált, három oldalát domborművek díszítik.
A diadaloszlop történelmi jelentőségét a spirálisan, mintegy 200 m hosszan a törzsön elhelyezkedő domborművek sorozata adja, amelyen Traianus két daciai hadjáratának eseményei láthatók. A domborműszalag 23 fordulatot tesz az oszlop felszínén. 
A domborművek a katonaság háborús és békebeli tevékenységét, illetve az ellenséget mutatják be krónika-szerűen. A kompozíció kötött, időrendi. Minden történet középpontjában Traianus alakja látható, a táj- és környezetábrázolás a mondanivalónak van alárendelve. Az építész ezt  a mezopotámiai művészet hagyományaiból vehette át.  
A császár győzelmét megörökítő dombormű egy igen jelentős történelmi esemény bemutatására törekszik, hiszen a daciai háborúval egyidejűleg Aulus Cornelius Palma Arabiát, a Bostra és Petra között elterülő vidéket is meghódította és provinciává tette.
A diadaloszlop példájára később számos hasonló emlékmű épült a világon, pl. a párizsi Vendôme-oszlop (1806).